# Leptoconops myersi
Leptoconops myersi är en tvåvingeart som först beskrevs av Tonnoir 1924.  Leptoconops myersi ingår i släktet Leptoconops och familjen svidknott. Inga underarter finns listade i Catalogue of Life.